# Jeziorowskie (district Giżycko)
Jeziorowskie (Duits: Seehausen) is een dorp in de poolse woiwodschap Ermland-Mazurië, in het district Giżcko. De plaats maakt deel uit van de landgemeente kruklanki, de plaats ligt 16 kilometer ten noordoosten van Giżycko en 104 kilometer ten oosten van Olsztyn. Jeziorowskie heeft zo'n 190 inwoners.

## Galerij

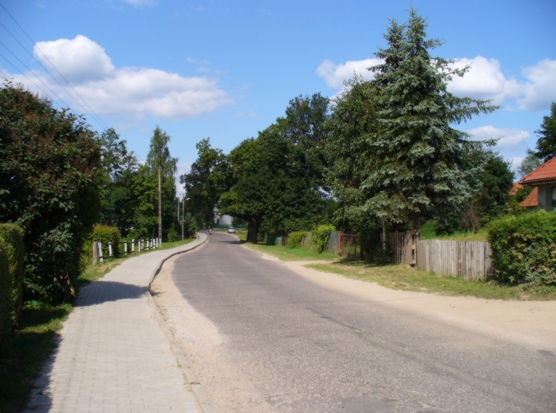
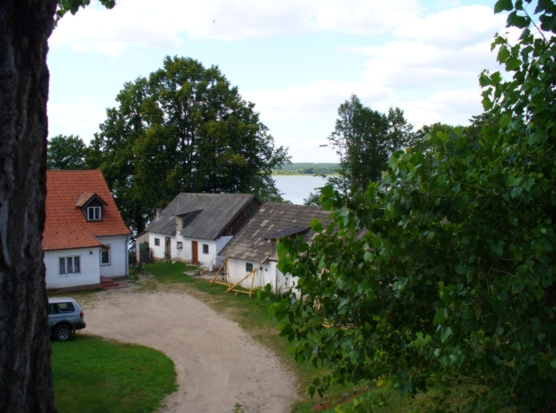
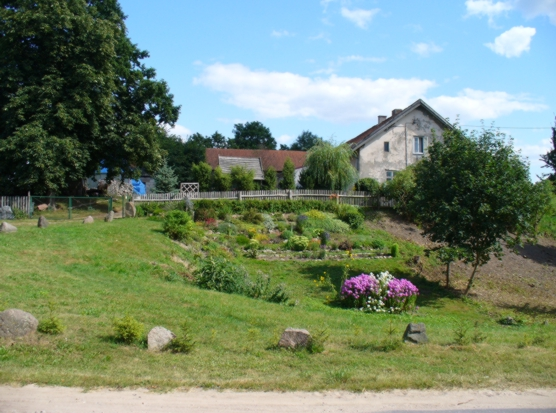